# Neogriphoneura corrugata
Neogriphoneura corrugata är en tvåvingeart som beskrevs av Mello och Silva 2008. Neogriphoneura corrugata ingår i släktet Neogriphoneura och familjen lövflugor. Inga underarter finns listade i Catalogue of Life.